# Saint-Symphorien, Gironde

Saint-Symphorien este o comună în departamentul Gironde din sud-vestul Franței. În 2009 avea o populație de 1.729 de locuitori.

## Evoluția populației
| An        | 1975  | 1982  | 1990  | 1999  | 2006  | 2009  |
| --------- | ----- | ----- | ----- | ----- | ----- | ----- |
| Populație | 1.385 | 1.414 | 1.396 | 1.398 | 1.527 | 1.729 |